# Eomecon
Eomecon es un género monotípico perteneciente a la familia de las papaveráceas. Su única especie: Eomecon chionantha es originaria de los bosques en el este de China, en particular, Gansu y Sichuan.

## Descripción
E. chionantha es una planta perenne con desarrollo de rizomas que a menudo envían estolones a distancias considerables. Las hojas basales son diferentes a todos los demás amapolas, siendo grandes (10-15 cm de diámetro) y en forma de corazón o con forma de riñón, cada una en su propio tallo. Las flores están en un tallo de hasta 40 cm de altura, cada rama tiene una sola bráctea en su base. Las flores son de 3-4 cm de diámetro, y se componen de cuatro pétalos ovalados blancos, con un grupo de brillantes anteras de color amarillo en el centro.

## Taxonomía
Eomecon chionantha  fue descrita por Henry Fletcher Hance y publicado en Journal of Botany, British and Foreign 22(11): 346. 1884.